# Coblentz (cráter marciano)
Coblentz es un cráter situado el Cuadrángulo Thaumasia de Marte, localizado en las coordenadas 55.3°S de latitud y 90.3°O de longitud.  Tiene 112.0 km de diámetro y recibió este nombre en memoria de William Coblentz en 1973.
|  |